# 復旧令
復旧令（ドイツ語：Restitutionsedikt）とは、神聖ローマ皇帝フェルディナント2世によって1629年3月6日に発布されたルター派帝国諸身分の同意なしに神聖ローマ帝国の聖界諸侯の所領の状態を1552年の段階にまで戻すとした勅令である。
これによりアウクスブルクの宗教和議(1555年)に対するカトリック側の解釈が達成された。復旧令は三十年戦争中における皇帝権の頂点を示している。

## 概要
1620年代終わりにドイツ北部のプロテスタントは皇帝・カトリック連盟連合軍に対して壊滅的な敗北を喫した。
この帝国におけるカトリックの優位という状況を皇帝フェルディナント2世はカトリック宗派の永続的な強化のために利用しようとした。
この勅令は、かつてカトリックが所有していた領地の没収と返還を大々的に行うことになるので、遵守されていれば帝国内の領土関係に計り知れない結果を招いていただろう。
この勅令はカトリックの皇帝とルター派諸侯および諸身分との間の対立を新たにかき立て、戦争をさらにエスカレートさせる要因となった。

## 背景
1555年のアウクスブルクの宗教和議は帝国諸侯に臣民の宗派を決定する権利を与えた。
同時に領主の宗派を受け入れられない臣民は移住する権利を持ち、自分の宗派と一致する他の領域に定住する権利を持っていた。
同様に、聖職者の領地を宗教改革から除外し、教会所領の没収を禁止した、いわゆる「聖職者の留保」も受け入れられた。これは1552年時点のカトリック教会の所有状態を保障するはずであった。
プロテスタントの帝国諸身分に聖職者の留保を我慢させるために、フェルディナント1世は追加宣言「フェルディナント勅令」を可決した。これは聖界領内のルター派の騎士および諸都市に信仰の自由を保障するものであった。
聖職者の留保にもかかわらず、アウクスブルクの宗教和議の後で教会所領は大幅に世俗化されていった。確かに、このような世俗化に対して帝国最高法院や帝国宮内法院で法的措置がとられる可能性があったが、大抵こうした裁判は非常に手間と費用がかかったために、報われることはなかった。

## 勅令の内容

### 第一部
復旧令の第一部はアウクスブルクの宗教和議が何を言わんとしていたのかを検討している。
この検討ではカトリック側の解釈を拘束力を持つものと認め、プロテスタント側の解釈を不法であると説明する。
すなわち、領邦直属の聖職者の所領すなわち、領邦君主に属し、皇帝には直接属していない領域に関する規定のカトリック側の読み方は、唯一正しいものであり、聖職者の留保は制限なしに法律上有効である。
また、「フェルディナント勅令」の真実性は疑わしく、聖界諸侯が世俗諸侯と同じように他宗派のものを自分たちの領土から追放する権利を持っているという彼らの請求は不当なものとして退けられる。
さらにカルヴァン派の支持者は和約の保護対象ではなく、アウクスブルク派(ルター派）の支持者のみが対象となっている。
勅令の中で皇帝はルター派、カトリックに関わらず勅令に従わないあらゆる帝国諸身分に対して帝国追放で脅している。

### 第二部
第二部ではその帰結が書かれている。
プロテスタント側が自分たちの和約の解釈に固執するならば、帝国最高法院が一切の討論なしに決定的な判決を下すことになる。
プロテスタント側の大抵の解釈があまりにも明らかに分かりやすく誤謬であるために、その結果、わざわざ裁判所で審理を行う必要はない。
その結果として、1552年のパッサウ条約によって行われたプロテスタントによるあらゆる教会所領の世俗化は、不当なものである。
それゆえ、皇帝による正確な法解釈が執行権によってのみ行われなければならない。

## 勅令の実施
まず、フェルディナントはウィーンで秘密裏に勅令の複製を500枚ほど作成させ、帝国クライス長官と重要な諸侯に送付した。さらに、その複写を3月29日に同時公開するように命じた指令も一緒に送っていた。翌年中は勅令の遂行に力を尽くした。
勅令の規定はブレーメンとマクデブルクの大司教領、他の7つの司教領および500以上の修道院の返還を意味していた。こうした返還領は、とりわけヴュルテンベルク、フランケン、ニーダーザクセンに位置していた。
当該の帝国クライスでは皇帝の代官が世俗化された所領を視察し、兵士の助けで占領し、カトリックの行政官の手に委ねることで、勅令を実施した。
帝国都市、バーデン＝ドゥルラハ辺境伯領、ヴュルテンベルク公領は特に、この勅令で被害を受けた。
例えば、ヴュルテンベルク公領では50の修道院が復旧され、それによって公爵は領地のほぼ半分を失った。フランケンとヴュルテンベルクではフュルステンベルク伯エルンスト・エゴンが復旧令を執行した。

## 結果
プロテスタントは、特に皇帝がさらに1552年より前に世俗化された教会所領を復旧させる勅令を発布する可能性を恐れていたので、復旧令に激しく抵抗した。
それゆえ、プロテスタント側の世論は、1630年に皇帝とカトリック連盟に対する戦争を引き受けたスウェーデン王のグスタフ2世アドルフの侵略を支持した。最初に怒り狂ったルター派のザクセン選帝侯とブランデンブルク選帝侯がスウェーデン王と同盟した。
しかし、カトリックの帝国諸身分も、特に選帝侯たちは、皇帝の権勢が手のつけられない位まで大きくなったために、復旧令に対して憂慮していた。
皇帝は1521年のヴォルムス勅令以来初めて、選帝侯の同意を請うことなしに帝国法を発布した。内容面での賛成は別として、このことは一般的に憂慮すべき事態に思えた。
それに応じて1630年にカトリック諸侯はバイエルン選帝侯マクシミリアン1世の号令の下、レーゲンスブルク選帝侯会儀で復旧令の決定的な敵でありながらも皇帝の主要な軍事手段でもあったお抱え傭兵隊長ヴァレンシュタインを罷免し、復旧令の再考に同意するように、皇帝フェルディナント2世に迫った。
注目すべきは、マクシミリアンは選帝侯位を数年前にようやくプファルツ選帝侯の追放と選帝侯位の剥奪によってフェルディナント2世から獲得しており、内容的には復旧令の反対者ではなかったことである。
1635年の成功なきプラハ条約で皇帝は復旧令を40年間の執行猶予にしなければならなかった。
最終的な1648年のヴェストファーレン条約では、復旧令は廃案となり、1624年の宗派状況が法的に有効な規範として定められた。